# Wikipédia en francique ripuaire
Wikipédia en francique ripuaire (en kölsch : Wikkipedija en Ripoarisch Platt) est l’édition de Wikipédia en francique ripuaire (ou kölsch), moyen allemand occidental parlée en Rhénanie-du-Nord-Westphalie en Allemagne. En fait il s'agit plus précisément du kölsch, dialecte parlé dans la région de Cologne. L'édition est lancée le 6 juillet 2005,,. Son code est : ksh.
Au 14 août 2025, l'édition en kölsch contient 3 003 articles et compte 24 340 contributeurs, dont 18 contributeurs actifs et 3 administrateurs.

## Présentation

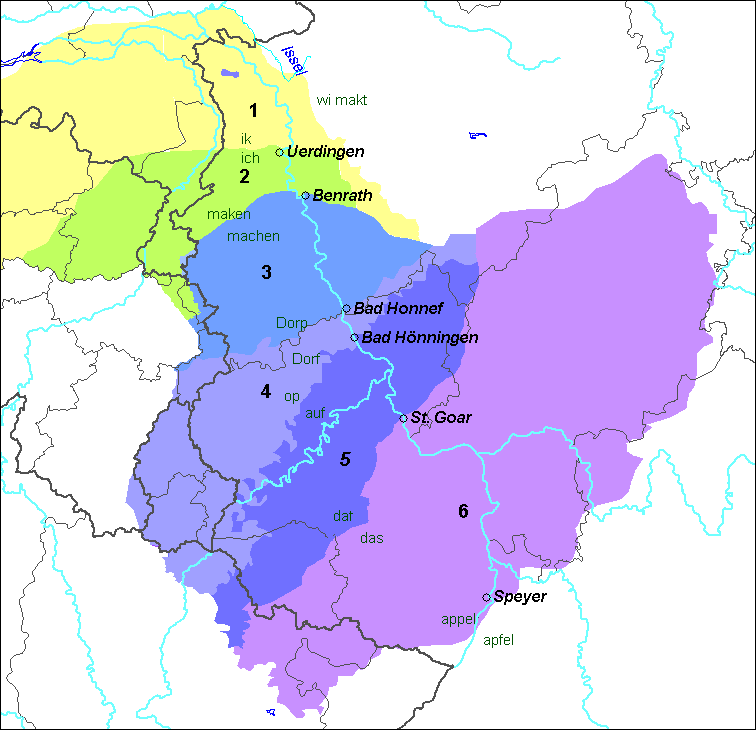
Aire de diffusion du francique ripuaire (dialecte 3 sur la carte).

## Statistiques
- Le 9 février 2015, l'édition en francique ripuaire compte 2 745 articles et 12 378 utilisateurs enregistrés[4], ce qui en fait la 190e[5] édition linguistique de Wikipédia par le nombre d'articles et la 123e[6] par le nombre d'utilisateurs enregistrés, parmi les 287 éditions linguistiques actives.
- Le 28 septembre 2022, elle contient 2 916 articles et compte 21 470 contributeurs, dont 18 contributeurs actifs et 3 administrateurs.
- Le 27 août 2024, elle contient contient 2 989 articles et compte 23 433 contributeurs, dont 22 contributeurs actifs et 3 administrateurs.